# Timkat

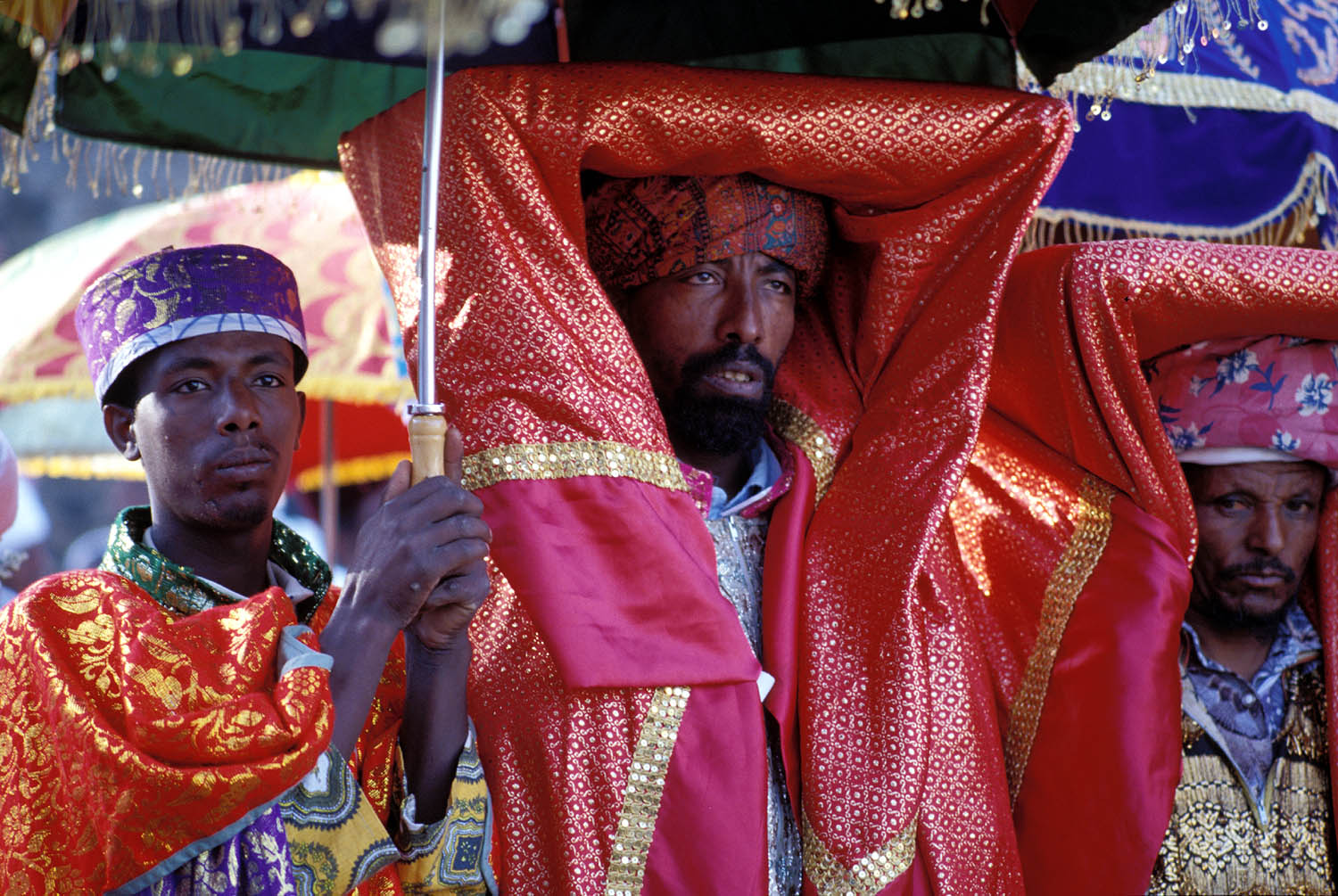
Priester met tabot op zijn hoofd

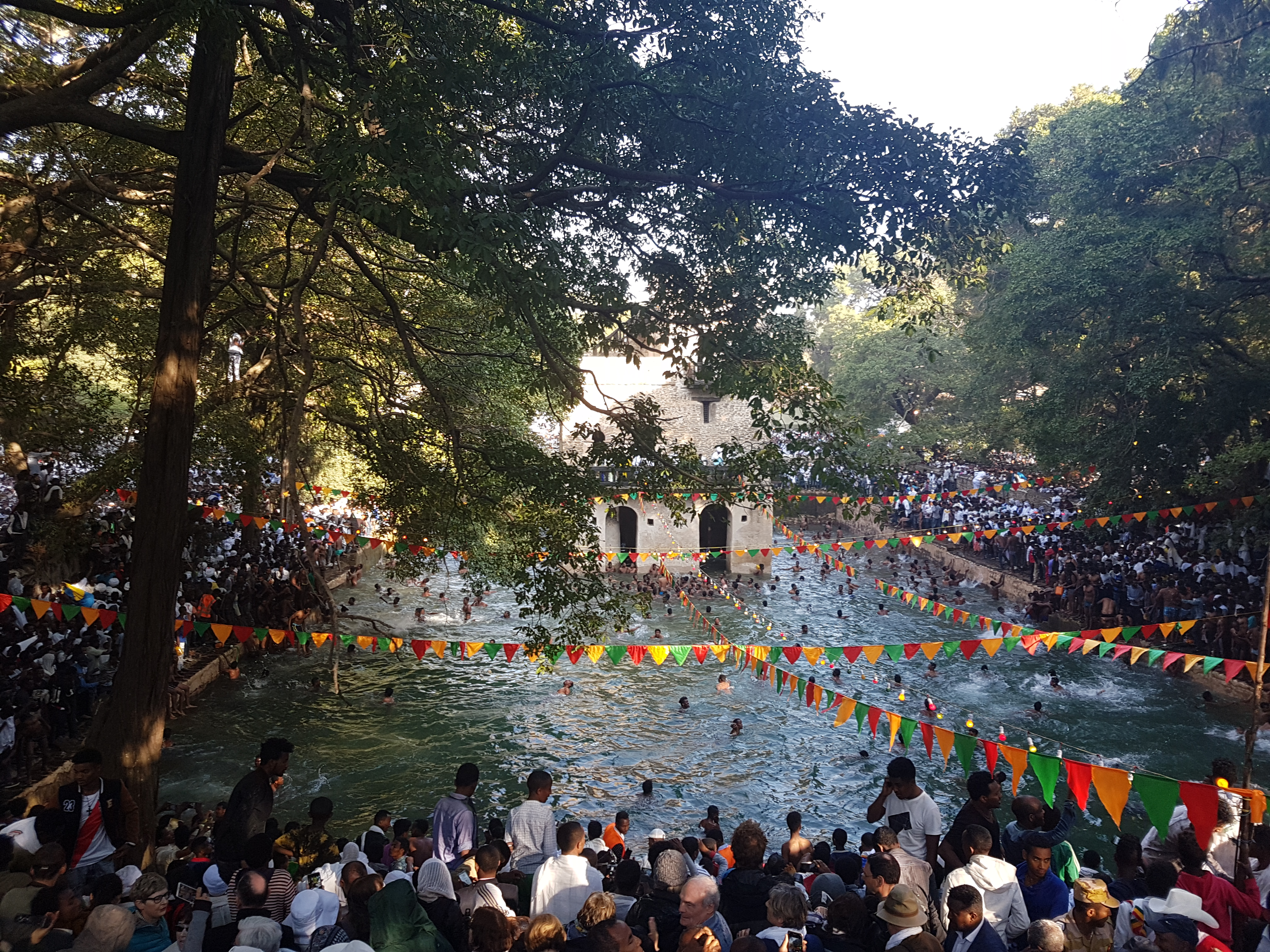
Ceremonie rond het water

Timkat of Timquet is een Christelijke feest in de Ethiopisch-Orthodoxe Tewahedo Kerk en de Eritrees-Orthodoxe Tewahedo Kerk, dat wordt gevierd op 19 januari. Timkat herdenkt het Doopsel van Jezus in de rivier de Jordaan.
De plechtigheid begint de dag ervoor met een processie. De priesters dragen, gekleed in kleurrijke kostuums, de tabots, verwijzend naar de Ark van het Verbond, eerbiedig gewikkeld in precieus gewaad, op hun hoofd. Vroeg in de ochtend (rond 2 uur) eindigt de optocht bij een beek of zwembad. Tegen het ochtendgloren wordt het water gezegend en op de deelnemers besprenkeld, van wie sommigen het water ingaan en zich onderdompelen, symbolisch vernieuwen ze hun doopgeloften.
Sinds 2019 staat het feest Timkat ingeschreven op de lijst van het Immaterieel cultureel erfgoed van de UNESCO.